# Myxobolus parenzani
Myxobolus parenzani is een microscopische parasiet uit de familie Myxobolidae. Myxobolus parenzani werd in 1991 beschreven door Landsberg & Lom. 